# 菊谷栄
菊谷 栄（きくや さかえ 1902年11月26日 - 1937年11月9日）は青森県東津軽郡油川村大浜（現在の青森市）出身の画家、喜劇作家。

## 人物
本名は菊谷栄蔵。青森市の油屋菊谷永太郎の次男。
1915年青森県立青森中学校（現・青森県立青森高等学校）に入学、青森中時代から油絵を描き始める。1920年青森中卒業後、東京美術学校・慶應義塾大学部理財科の受験に失敗して故郷の青森大林区署（後の青森営林局）管理課で働いていたが、翌年退職して再び上京。日本大学法文学部文学科（芸術学）および川端画学校に学ぶ。
浅草六区に通ううちに榎本健一と知り合い、当初は美術スタッフとして協力していたが、次第に脚本にも関わるようになる。1931年、ピエル・ブリヤントの旗揚げに参加。1932年、エノケン劇団の旗揚げ公演にオペレッタ『リオ・リタ』を提供。太宰治の遠縁でもあり、1936年ごろには太宰に50円の金を貸していた。
菊田一夫を凌ぐと言われるほど才能を高く評価されていたが、1937年9月に召集を受け、青森の陸軍歩兵第5連隊に入隊、10日品川駅頭を発つ。同年11月9日午後1時に中華民国（当時）の河北省南和県河郭鎮附近の戦闘で、頭部貫通銃創のため戦死した。34歳没。
彼が提唱した“作劇十則”は井上ひさしに大きな影響を与えた。